# Erg Guidi

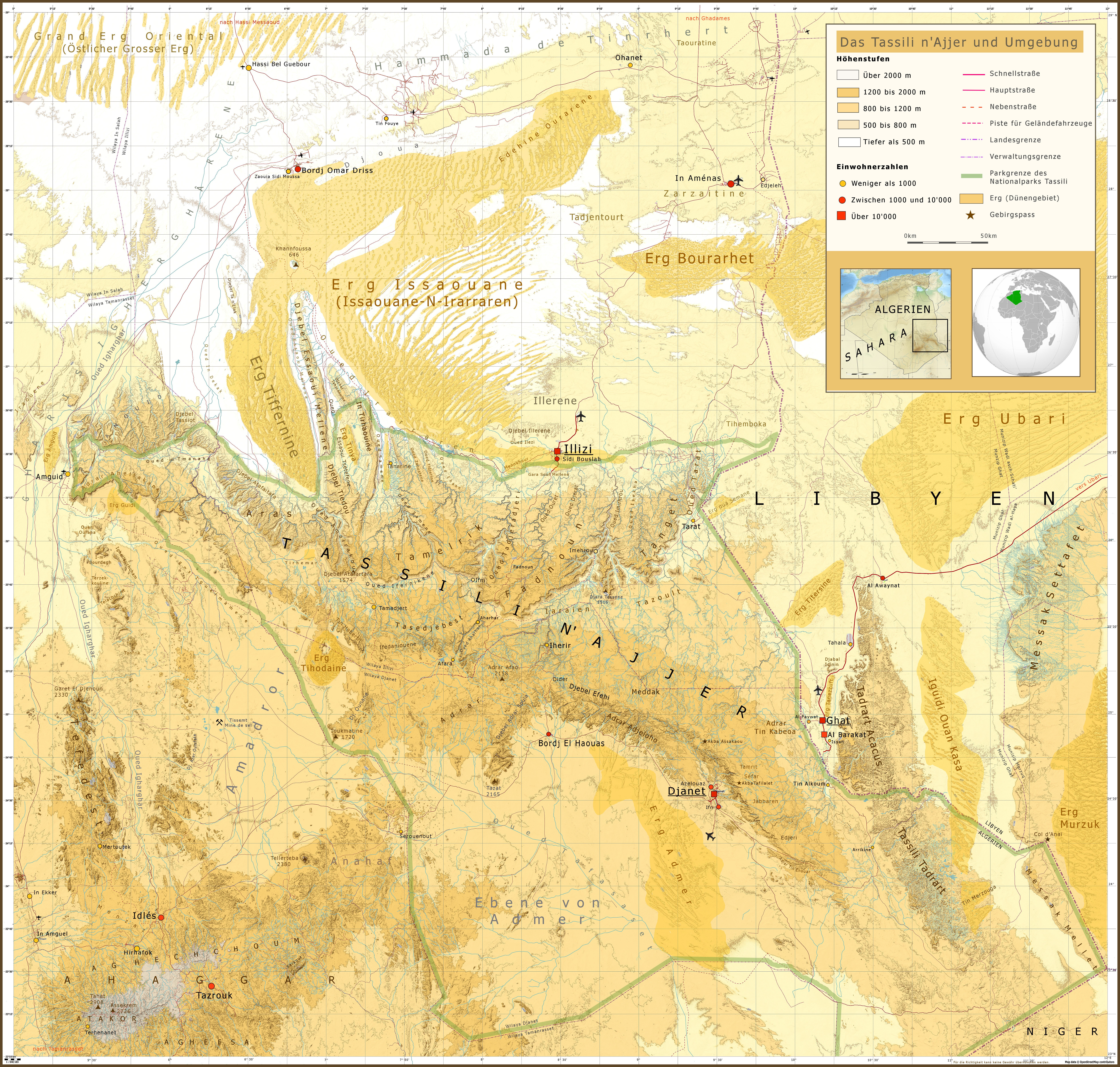
Topografische Karte des Tassili n'Ajjer. Der Erg Guidi liegt am Südwestrand des Gebirges.

Der Erg Guidi ist eine kleine Sandwüste (Erg) der Sahara in der südalgerischen Provinz Tamanrasset.

## Geografie
Der Erg Guidi besitzt eine wellige Form ähnlich einem „W“. Er weist eine Längserstreckung von 26 km in West-Ost-Richtung auf und ist maximal 10 km breit. Seine Fläche beträgt 163 km². Die Sanddünen erreichen Höhen bis zu 230 m. Die höchsten Dünenkämme liegen bei 1090 m.
Innerhalb des vollkommen vegetationslosen Ergs tritt das Grundgebirge an manchen Stellen zutage. Hier finden sich einige Hügelgräber (Rundgräber) als Zeugen einer neolithischen Besiedlung.
Der Erg liegt am Südrand des Tassili n'Ajjer-Gebirges und am Rand des Nationalparks Parc culturel du Tassili. Er wird im Norden von den bis 1600 m hohen Bergen des Adrar Ahellakane flankiert. Die hügelige Umrahmung im Westen, Süden und Osten des Ergs weist Höhen um 830 m bis 900 m auf.
Einige Kilometer südlich verläuft die nur für Allradfahrzeugen geeignete Piste, welche das etwa 30 km nordwestlich des Ergs gelegene Dorf Amguid und das 300 km südöstlich gelegene Bordj El Haouas verbindet.